# Atentado de La Bomba
El Atentado de La Bomba fue un intento de magnicidio en contra del presidente de Guatemala, licenciado Manuel Estrada Cabrera –liberal que gobernaba desde 1898–, que ocurrió el 29 de abril de 1907 en la Ciudad de Guatemala. Los perpetradores fueron los hermanos Enrique y Jorge Ávila Echeverría, el médico Julio Valdés Blanco –cuñado de los Ávila Echeverría– y el ingeniero Baltasar Rodil, miembros todos de la élite conservadora guatemalteca de la época.  El presidente y sus acompañantes resultaron ilesos, y la única víctima mortal fue el cochero presidencial, Patrocinio Monterroso.  Posteriormente, el 20 de mayo de 1907 los atacantes fueron copados cerca de las afueras de la Ciudad de Guatemala y prefirieron suicidarse antes que caer en manos de la policía del presidente; tras las investigaciones se descubrió que también el cochero estaba entre los conjurados.

## El atentado

### Los perpetradores

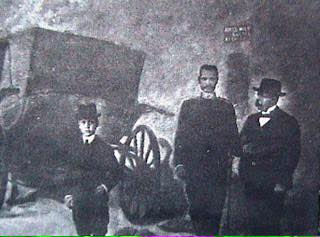
El licenciado Estrada Cabrera, su jefe del estado mayor José María Orellana y Joaquín Estrada, hijo del presidente, tras la detonación. Los tres resultaron milagrosamente ilesos.

Desde mediados de 1906, el abogado Enrique Ávila Echeverría y su hermano, el médico Jorge Ávila Echeverría, junto con el también médico Julio Valdés Blanco y el ingeniero eléctrico Baltasar Rodil, –todos miembros del Partido Conservador– planearon un atentado contra Estrada Cabrera, que se ejecutó el 29 de abril de 1907 y se conoce como el nombre de «La Bomba». Los hermanos Echeverría y sus compañeros eran de posición económica solvente, egresados del entonces prestigioso Instituto Nacional Central para Varones en 1890 y habían estudiado en universidades extranjeras, pero al regresar al país se encontraron con un estado de cosas en el cual predominaban el servilismo y el abuso de poder. Cuando decidieron atentar contra la vida del presidente, planearon al detalle un atentado con explosivos. Todo fue meticulosamente preparado: los explosivos, los detonadores de hierro, la caja de hierro macizo, la complicidad del cochero del presidente, Patrocinio Monterroso, la hora y el punto precisos.

### Los hechos
El escritor liberal Fernando Somoza Vivas, en su obra El crimen del 20 y el pueblo guatemalteco refiere que el atentado ocurrió en dos fases; primero, los atacantes cavaron un túnel por debajo de la novena avenida para que hacer estallar allí una bomba cuando el presidente fuera a presentar su informe anual a la Asamblea Nacional Legislativa.  Para entonces ya tenían comprado al cochero del presidente, a quien habían sobornado con cincuenta mil pesos; éste, al llegar a lugar indicado, fingió que se le rompió una rienda y se detiene justo sobre el artefacto explosivo mientras los conjurados interaron detonar la bomba sin éxito. Un cable había hecho corto circuito y a pesar de que intentaron detonar el artefacto explosivo diecisiete veces, no lo lograron.
Al fallar en el primer intento, cambiaron de plan; los conjurados cavaron un nuevo túnel, esta vez debajo de la séptima avenida sur, una vía por la que el coche del mandatario circulaba con frecuencia.  La conspiración trascendía: ya había muchos conjurados y muchos ciudadanos más sabían vagamente que en aquellos días iba a ocurrir un atentado en contra del presidente; el espía de la conjura –un médico de renombre– montaba guardia a poca distancia de la mansión presidencial a la espera de que Estrada Cabrera se dirigiera hacia el sur de la ciudad, pero pasaban los días y esto no ocurría.

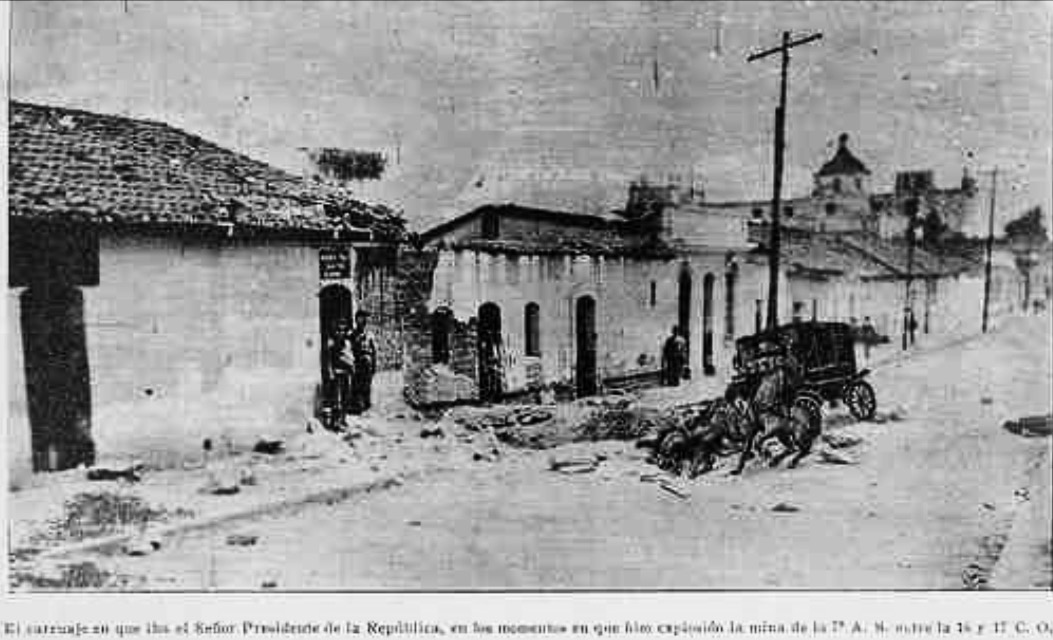
Así quedó el carruaje del licenciado Estrada Cabrera tras la detonación.[2] La iglesia que se observa al fondo es la de San Francisco.
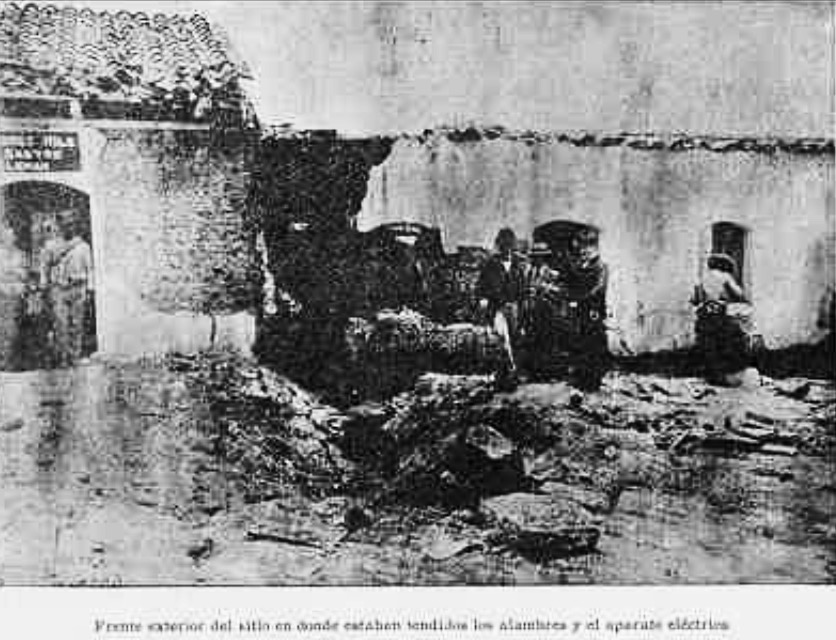
Frente del lugar en donde estaban los cables eléctricos y del detonador eléctrico.
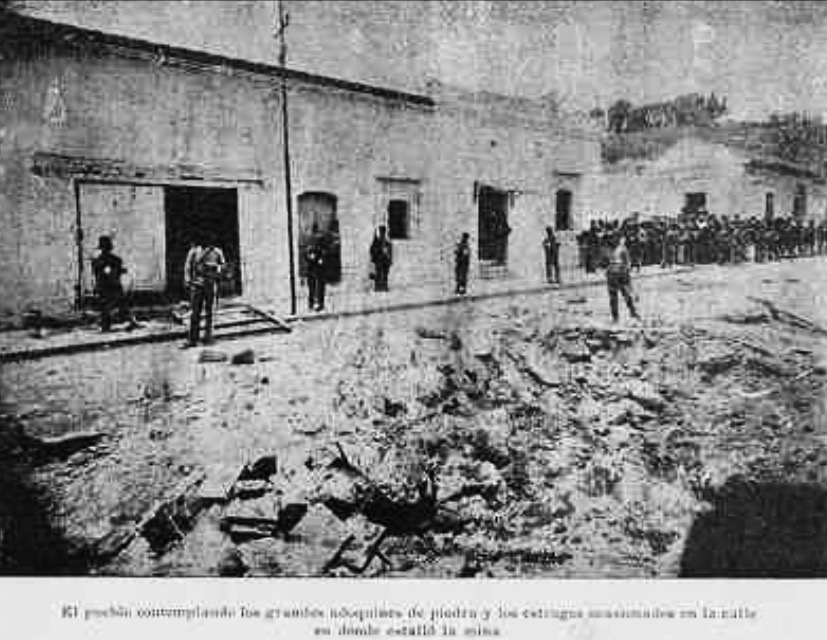
Curiosos observando los efectos del atentado de La Bomba contra Manuel Estrada Cabrera el 29 de abril de 1907.
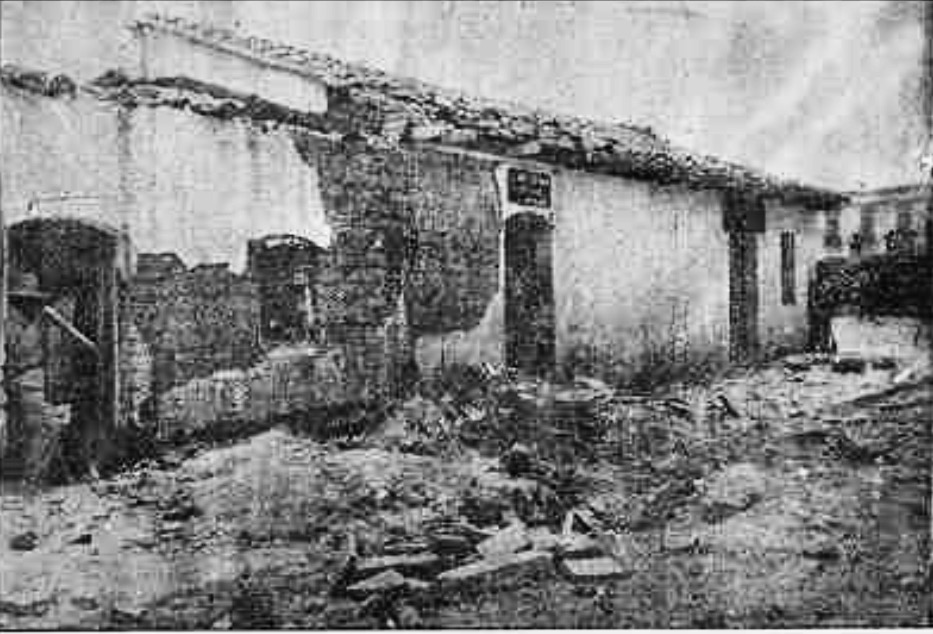
Efectos del estallido en las casas desde donde se perpetró el ataque.

El 29 de abril de 1907 por la mañana Estrada Cabrera estaba de buen humor –algo raro en su carácter y que sembraba el temor entre sus oficiales– y quiso que su hijo Joaquín se sentara a su lado –algo también extraño, pues el presidente no era dado a expresar afecto para los suyos.  Los ayudantes rodearon el carro y emprendieron la marcha. Cerca de la casa donde estaban los conjurados –frente a la correccional de menores– había una taberna y en la puerta algunos borrachos escandalizaban; el cochero atento sabía que estaba cerca del lugar indicado y que una línea en la pared de la calle le indicaría el sitio exacto en que tendría que detenerse.  Pero los caballos no le obedecieron, y el carro se acercó a la acera de tal forma que el Jefe del Estado Mayor –general José María Orellana– tuvo que subir su caballo a la acera para proteger al presidente de los que escandalizaban en la vía pública.  El carruaje se detuvo a unas pulgadas más allá de donde debía haberlo hecho.
A las siete y media de la mañana estalló la bomba, destrozando el asiento del cochero y el que estaba frente al presidente –asiento que su hijo Joaquín, de 13 años, había estado momentos antes–;  el cochero murió despedazado por una bomba que no sabía iba a estar en el camino ya que le habían hecho creer que francotiradores se encargarían de Estrada Cabrera.  Los dos viajeros y la mayoría de sus acompañantes rodaron por el suelo tras la explosión, siendo el presidente el primero en levantarse y ayudar a su jefe de Estado Mayor a hacer lo mismo; Estrada Cabrera, revólver en mano, aparecía sereno sin saber que uno de los conspiradores pasaba a su lado en ese instante con un arma amartillada dentro de su saco para matarlo.  Pero al ver la fisonomía decidida del presidente, el hombre se acobardó y no le disparó.

### Datos técnicos
El ingeniero en Minas Enrique Invernizzio, de la revista gubernamental La Locomotora, publicó los detalles técnicos del artefacto explosivo en el número del 10 de mayo de 1907.  Invernizzio estuvo presente en el lugar de los hechos, la 7.ª avenida sur, frente a la casa número 56 poco después de la explosión y a su juicio preliminar la misma fue provocada por una carga de dinamita.  Luego realizó un estudio detallado de las dos casas vecinas sobre la 17 calle oriente y la 7.ª avenida sur, del cráter de la explosión y de los olores que emanaban del sitio horas después del hecho.
El ingeniero describió que antes de la explosión la casa número 58 de la 7.ª avenida sur daba la impresión de estar abandonada o en ruinas, mientras que la número 56 sí estaba habitada y tenía una buena entrada; sobre la base de sus observaciones, dedujo que los trabajos de preparación fueron prolongados, pues los perpetradores tuvieron que recabar todo el material necesario y contar con un vigilante que lo tuviera a buen resguardo mientras lo conseguía. Además, dedujo que quien dirigió la instalación era un experto en la materia, pues todas los detalles fueron cubiertos a cabalidad.

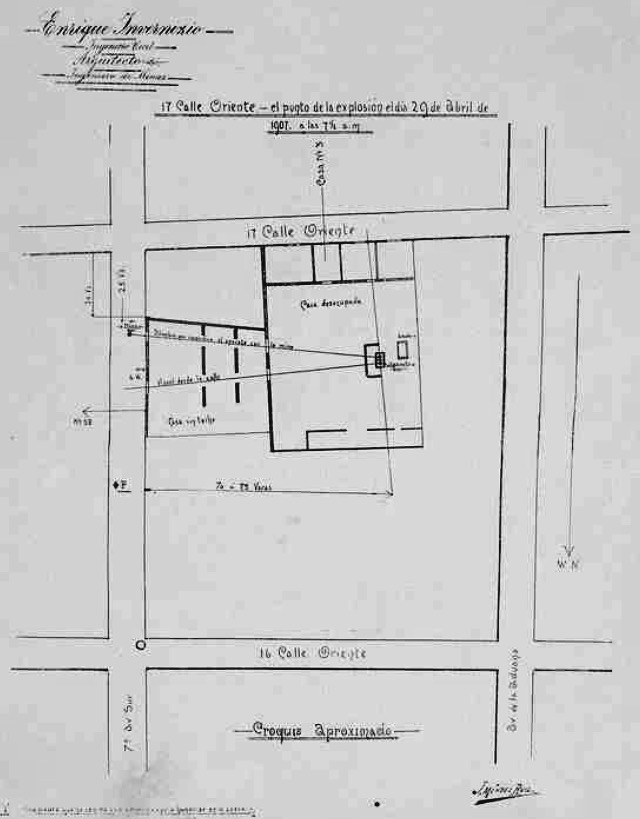
Plano del área en donde ocurrió el atentado. Dibujo de Enrique Invernizzio en La Locomotora.
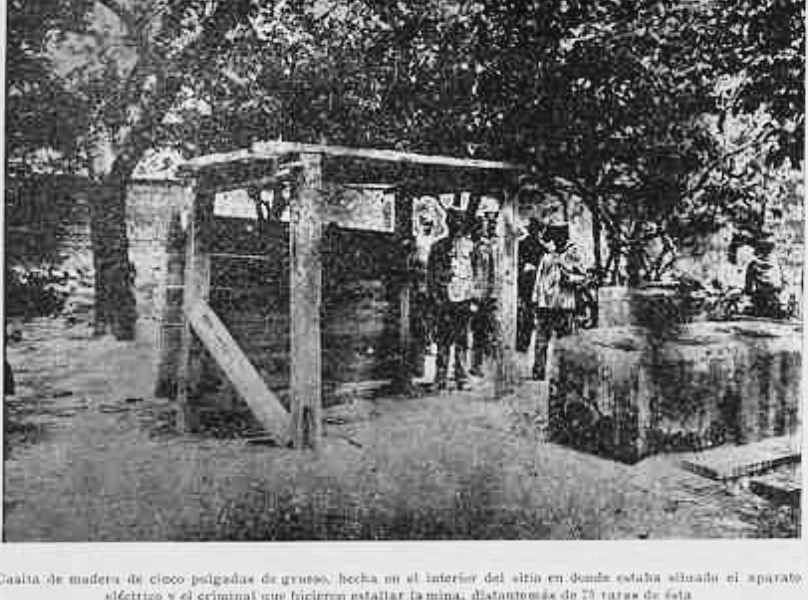
Caseta de madera construida para albergar el detonador eléctrico y la persona que la activaría.  Estaba a una distancia de aproximadamente 65 metros de donde ocurrió la detonación.

De acuerdo a su análisis, Invernizzio determinó que los autores del atentado «empezaron excavando el frente interno de la pared exterior de la casa número 58 de la 7.ª avenida sur, en donde estaba una ventana cerrada con viejas hojas de madera, clausurando las otras ventanas y la puerta de la casa abandonada»; así pues, se valieron de las puertas de la casa número 3 de la 17 calle oriente.  Invernizzio calculó que la profundidad de la excavación fue de aproximadamente un metro por debajo del nivel del suelo de la casa, que ya no tenía piso, y de cerca de cuarenta centímetros de espesor; la misma se prolongaba como cuatro metros hacia adentro de la casa, lo que permitía maniobrar las herramientas que se usaron para excavar por debajo de la acera y el adoquinado, a una profundidad que permitiera que la explosión fuera efectiva y que, al mismo tiempo, evitara que se dañara la calle y delatara la excavación.  De acuerdo a su experiencia con excavaciones, Invernizzio determinó que la excavación fue realizada de noche y con mucho cuidado, utilizando varillas de hierro con punta para abrir la tierra y luego arrastrarla hacia la casa; la cámara ya terminada tenía aproximadamente dos pies cuadrados de ancho, y en ella colocaron los explosivos en contacto con alambres de cobre conectados con un fulminante de mercurio, los que salían de la cámara hasta llegar al detonador, protegidos mediante el uso de unos tubos de cañería revestidos de caucho.  Fue tal el cuidado que se realizó en la construcción, que incluso rellenaron la excavación con piedras, para evitar el efecto de cañón cuando ocurriera la explosión.
Los cables pasaron por una puerta y una ventana y seguían hasta el centro de la casa número 3 de la 17 calle poniente, en donde estaban conectados con el detonador eléctrico; este detonador estaba en una caseta de madera robusta, construida para proteger a quien operara el detonador de la caída de piedras o rocas tras la explosión.  El detonador, o «blasting device» estaba activado por un dínamo eléctrico que estaba instalado en una casa contigua.

## Reacciones de la prensa
Al mismo tiempo que los perpetradores del atentado intentaban huir, se producían muestras de adhesión al presidente, provenientes de todos los clubes liberales del país y de cuanta entidad gubernamental existía. Estas fueron publicadas en las primeras planas de los periódicos oficiales El Guatemalteco y Diario de Centro América. Fue tal la cantidad de estos «manifiestos» que no terminaron de publicarse sino hasta finales de junio de 1907, aunque fueron enviados el mismo día del atentado.
| El Guatemalteco en un alcance al número 79 del 29 de abril de 1907 publicó lo siguiente: «CRIMINAL ATENTADO. A las ocho de la mañana de hoy, en ocasión de que el señor Presidente de la República, Licenciado don Manuel Estrada Cabrera, salió en carruaje de su casa de habitación y se dirigía hacia el Sur de la ciudad con el laudable objeto de inspeccionar por sí mismo las obras de civilización y progreso que tiene ya concluidas y las de beneficencia en construcción, una mina cargada con dinamita y puesta en ejercicio por medio de un aparato eléctrico, hizo horrible explosión en la 7a. Avenida Sur, entre la 16 y 17 Calle Oriente. La detonación fue espantosa y se oyó en toda la ciudad; pero afortunadamente, para bien de la Patria, los efectos de la máquina estuvieron muy lejos de secundar los propósitos altamente odiosos de sus criminales autores». |

| Ejemplo de las manifestaciones de adhesión al presidente que aparecieron en el periódico oficial El Guatemalteco: «Asamblea Nacional Legislativa: Jamás pudo la Representación Nacional presentir que la perversidad y el crimen llegaran al punto de fraguar un atentado tan abominable como el que tuvo lugar en la mañana de hoy, por modo alevoso y premeditado con cinismo horrendo; del cual os salvasteis por fortuna, para que la República no cayese en horrenda anarquía, llenándose de sangre, de luto y de dolor los corazones de todos los buenos ciudadanos. La Asamblea Legislativa, en nombre del pueblo de Guatemala, que representa, rechaza con profunda indignación el hecho infame que ha venido a conmover doloramente los ánimos y a sumir en honda amargura a vuestra respetable familia y al inmenso círculo de vuestros admiradores y amigos. No pudiendo cumplir el nefando designio de cortar el vuelo a vuestras levantadas aspiraciones, a atentar contra la existencia del Benemérito Jefe, del ilustre Presidente, a quien tanto debe y de quien tanto espera la Nación.» —Tomado de: «Manifiestos de adhesión para el Benemérito Señor Presidente de la República». El Guatemalteco, Diario Oficial de la República de Guatemala, en la América Central. 9 de mayo de 1907. |

## Persecución de los principales conjurados

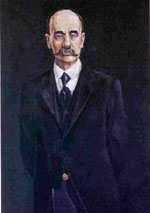
Federico Gamboa, escritor y diplomático mexicano que estaba fungiendo como embajador de su país en Guatemala durante los días en que se produjo el atentado contra Estrada Cabrera.

Inmediatamente se inició una persecución implacable.  Estrada Cabrera creyó que el embajador mexicano Federico Gamboa estaba dando asilo a quienes habían intentado matarlo y envió a su ministro de Relaciones Exteriores, Juan Barrios M., a que le manifestara al embajador que tenía informes de que los perpetradores estaban en la embajada mexicana y que esperaba que los pusiera a disposición del gobierno.  Gamboa replicó en fuertes términos ya que si bien anteriormente había albergado a desafectos al régimen, esto se trataba de una cuestión muy diferente; incluso manifestó en la misiva que estaba dispuesto a violentar el principio de extraterritorialidad.  La situación con el embajador mexicano se calmó cuando Barrios M. aceptó su explicación y se apresuró a excusarse por el atrevimiento.
Gamboa –quien llevaba un diario detallado de su vida que luego sería publicado– escribió que para el 1 de mayo la fisonomía de la ciudad y de sus moradores nacionales y extranjeros había cambiado increíblemente: el terror era evidente y los relatos que se escuchaban rayaban casi en la locura.  Ese día, a la hora de la cena, recibió la solicitud de asilo de los hijos de Julio Valdés Blanco –es decir, sobrinos de Jorge y Enrique Ávila Echeverría– dos muchachas de aproximadamente veinte años y un joven de quince, que vivían a la vecindad de la embajada mexicana, y a quienes su madre los envió con él para evitar que los capturaran durante el cateo inminente que se avecinaba. Gamboa aceptó a las muchachas pero envió al jovencito de regreso, para que ayudara a sus familiares sin imaginarse que durante el cateo policiaco se lo llevarían prisionero y luego lo torturarían en la dirección de la policía.
Juan y Adolfo Viteri y Francisco Valladares, otros de los conjurados, escaparon por los barrancos de Corona, camino de Chinautla; Adolfo Viteri iba disfrazado de mujer y Valladares de albañil italiano. Pero cuando iban a subir al ferrocarril en Guastatoya un testigo advirtió los pantalones masculinos debajo del vestido y fueron apresados por elementos militares de Zacapa.  Por su parte, Felipe y Rafael Prado Romaña intentaron huir hacia El Salvador en cortas jornadas nocturnas para evitar retenes y puestos militares en las montañas; pero extraviados, se refugiaron en un rancho cuyo dueño los denunció; fueron enviados a prisión, donde murieron años más tarde. Pero los principales comprometidos no se encontraban y el presidente puso precio a sus vidas.  Los Ávila Echeverría, Valdés Blanco y Baltasar Rodil estuvieron un tiempo escondidos en la casa de Francisca Santos, quien había sido sirvienta en la casa de los Ávila Echeverría; de allí pasaron a la casa de los Romaña; y luego a la embajada de España, vecina de la anterior, en donde la esposa del embajador Pedro de Carrera y Lembelle los recibió mientras el diplomático estaba ausente, pero de donde tuvieron que huir cuando se enteraron de lo que había ocurrido en la embajada de México pocos días antes. Solamente el colombiano Rafael Madriñán pudo escapar en su bicicleta, aprovechando la confusión de los policías tras la explosión.
El 2 de mayo de 1907 fue nombrado como director general de la Policía Emilio Ubico, hermano de Arturo Ubico Urruela, presidente de la Asamblea Nacional Legislativa y tío de Jorge Ubico Castañeda, futuro presidente de Guatemala y en ese entonces jefe político de la Verapaz. El nuevo director de la Policía fue quien había disparado al cadáver de Édgar Zollinger el día de la muerte de José María Reina Barrios y recibió por ello el apodo de «Matamuertos».  Ese mismo día, al regresar de un paseo a la Avenida Reforma, adonde había acudido con sus secretarios, el cónsul, y el cochero –todos armados como precaución por la situación imperante–, el embajador Gamboa recibió una llamada de la esposa del embajador español solicitándole que la visitara; allí la dama le explicó cómo los autores del atentado se habían escondido en la casa de los Romaña –reconocidos conservadores aristócratas guatemaltecos– y cuya abuela los había trasladado a la legación española aprovechando un escondite que esta última tenía.  La esposa del embajador le solicitó que los sacara de la casa, pues era muy difícil la situación en ese momento.
Gamboa llegó a la embajada española y se entrevistó con los perseguidos, quienes –según lo relató en su diario– estaban profundamente demacrados y mentalmente enajenados y juraron que saldrían de la legación española lo antes posible.  También le informaron a Gamboa que habían jurados matarse en caso extremo, formando un círculo y apoyando las bocas de sus revólveres en la sien del vecino, para no caer en las manos de la policía del presidente. Por último, se despojaron de sus joyas y reliquias y se cortaron mechones de cabellos que entregaron al embajador mexicano para que los trasladara a sus familiares cuando fallecieran.  A la visita a la legación Gamboa fue acompañado por el médico Fidel Rodríguez Parra, amigo de los perseguidos, y a quien solicitaron infructuosamente cianuro de mercurio cuando los visitantes se retiraban.

### Se cierra el cerco policial

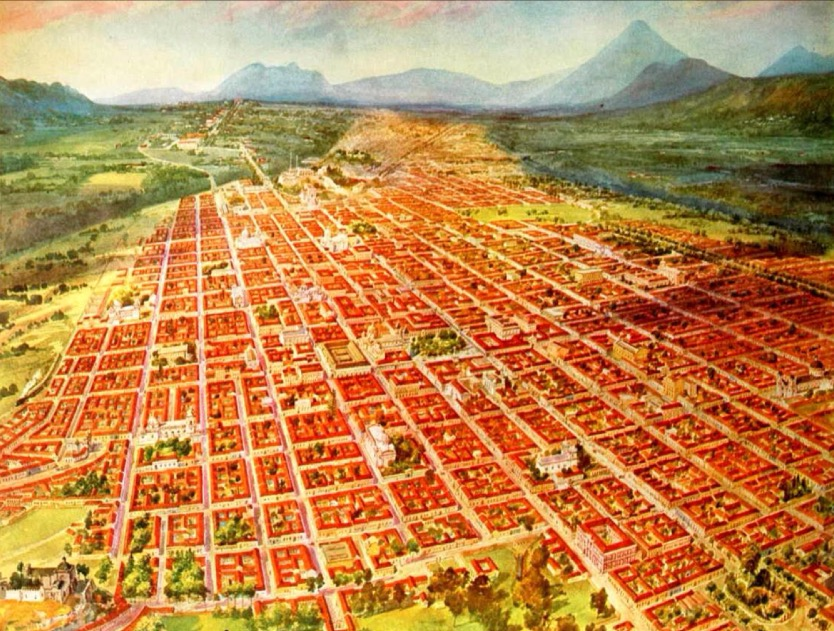
Ciudad de Guatemala en 1915. Grabado del Libro Azul de Guatemala. Obsérvese las fronteras naturales de la ciudad de entonces, y que la misma solamente ocupaba el área del moderno Centro Histórico.

El gobierno, para evitar la huida de los frustrados magnicidas, ordenó al ejército y a la policía cercar la ciudad, a partir de la barranca circular que entonces servía de borde natural a la misma.  Los elementos del orden fueron estrechando poco a poco el cerco hacia el centro, revisando escrupulosamente cada casa, terreno o arrabal. Pocos días después, el 7 de mayo la Asamblea emitió el Decreto 737, que prohibía la importación y el uso de explosivos y máquinas destinadas a hacerlos estallar si el pedido de estos no fue autorizado previamente por los ministerios de Fomento y Guerra.
Pocos días después, la Asamblea emitió el Decreto 737, que prohibía la importación y el uso de explosivos y máquinas destinadas a hacerlos estallar si el pedido de estos no fue autorizado previamente por los ministerios de Fomento y Guerra.
Los Ávila Echeverría, Rodil y Valdés Blanco se refugiaron finalmente ne la casa número veintinueve del callejón del Judío, frente a la iglesia del Cerrito del Carmen, donde residía la señora Rufina Roca de Monzón con sus hijos y algunos sirvientes. Los perseguidos estaban escondidos en el segundo piso para que no se enterara la servidumbre; planeaban escapar confundidos con trabajadores de una finca de la dueña de la casa y luego refugiarse en la finca rústica del doctor Mateo Morales, quien les había proporcionado los papeles de cuatro de sus mozos.  Sin embargo, cuando el hijo menor de la señora Roca de Monzón se enfermó, el doctor Jorge Ávila Echeverría bajó a atenderlo, y fue visto por una de las sirvientes quien luego se lo relató a su novio, un oficial del Fuerte de Matamoros.

### Asalto final
En la madrugada del 20 de mayo de 1907 toda la plana mayor de Estrada Cabrera y los miembros de su policía secreta rodearon la manzana donde se escondían los perpetradores del atentado.  A las tres de la mañana se escucharon los golpes a la puerta, la cual fue derribada pocos después; las tropas, comandadas por el coronel Urbano Madero se dirigieron a las escaleras en el segundo nivel pero allí los repelió el doctor Julio Valdés Blanco, quien acabó con la vida del coronel Madero de un tiro y se parapetó junto con sus compañeros de infortunio. Los sitiados se defendieron como pudieron, rodeados como estaban de las fuerzas del batallón número tres, reforzadas más tarde por una tropa comandada por el general José Félix Flores.  De acuerdo al historiador Rafael Arévalo Martínez, al final, ya sin cartuchos, los sitiados acabaron con sus vidas, tal y como se lo habían comunicado al embajador Gamboa: colocándose en un círculo y disparando sobre la sien de su vecino.  Pero otras versiones –que quedarían confirmadas por las fotografías tomadas por José García Sánchez y en las que se advierten discrepancias en las posiciones de las manos y brazos de los caídos– se habrían rendido, pero el ejército los habría asesinado.  El reporte detallado de la autopsia de cada uno de los fallecidos fue publicado en La Locomotora en su número del 20 de mayo de 1907.

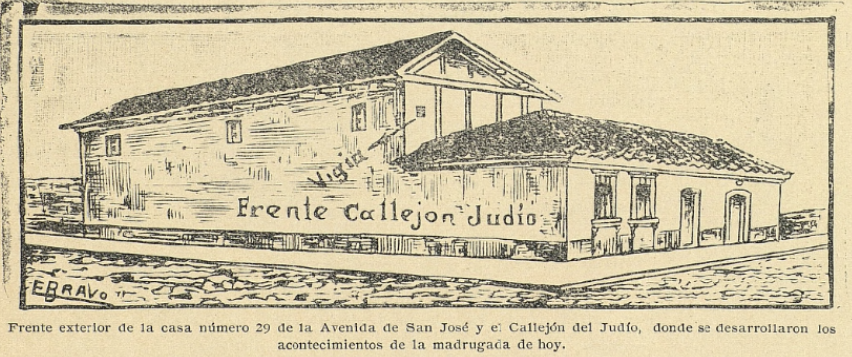
Diagrama de la casa en donde se encontraban los autores del atentado. Grabado de E. Bravo en La Locomotora.
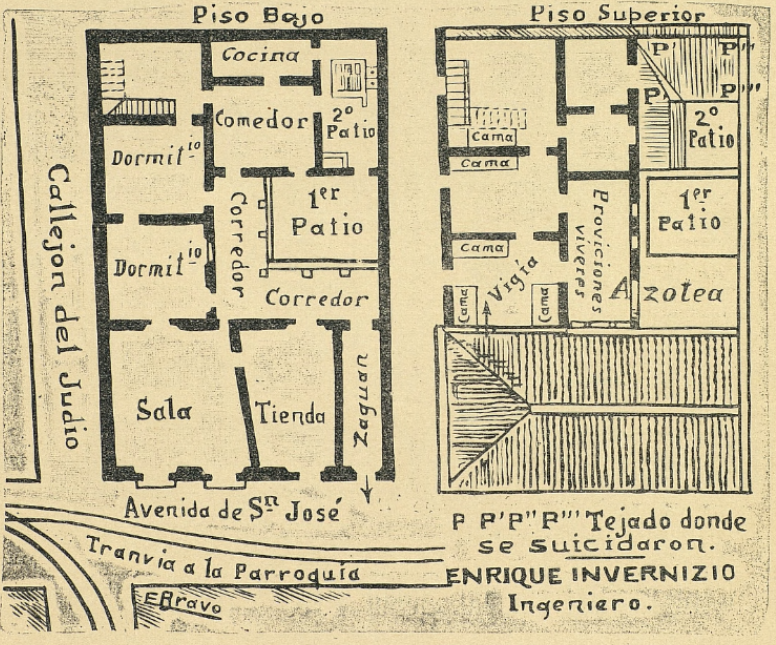
Plano de los dos pisos de la casa en donde se encontraban los autores del atentado. Grabado de E. Bravo y de Enrique Invernisio en La Locomotora.
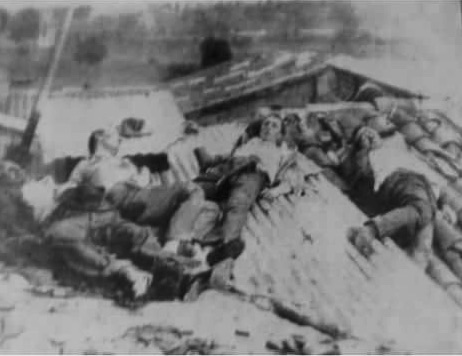
Así quedaron los cuerpos de los autores intelectuales del atentado de La Bomba tras su muerte. Fotografía de José García Sánchez.
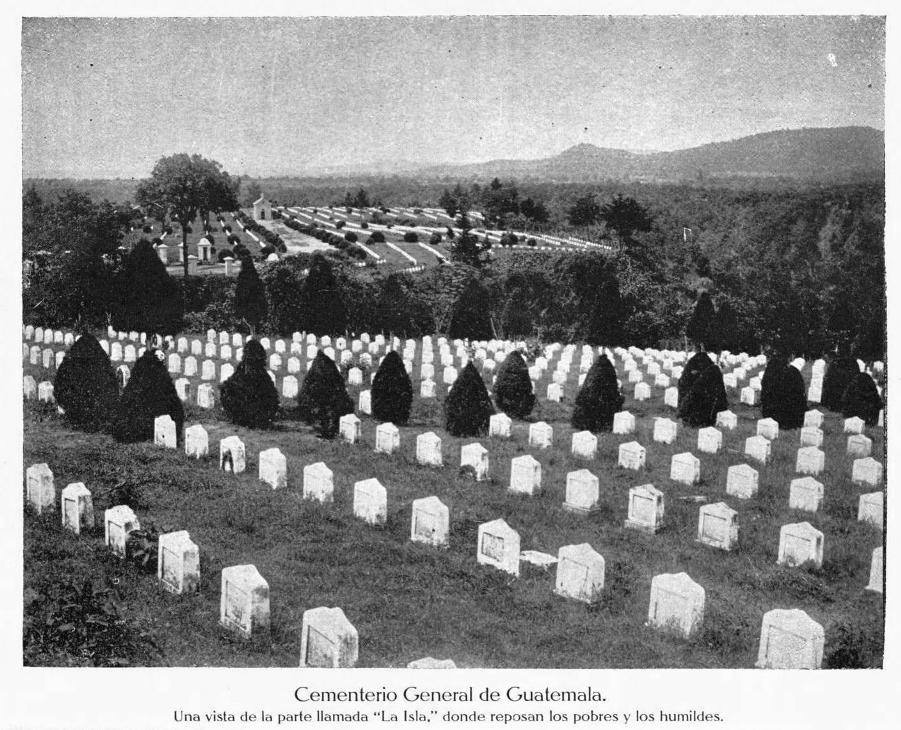
Así lucía el área común de «La Isla» en el Cementerio General cuando fueron sepultados en secreto los hermanos Ávila Echeverría, Valdés Blanco y Rodil.

El presidente, temeroso de que un sentimiento popular rebalsara sus fuerzas militares durante el cortejo fúnebre de los Ávila Echeverría, Valdés Blanco y Rodil ordenó que fueran enterrados en secreto; los hermanos Ávila Echeverría fueron conducidos a la fosa común de «La Isla» en el Cementerio General dentro en un embalaje comercial, mientras que Valdés Blanco fue trasladado en un cajón de fruta y Rodil en un tonel de vino.  Sus viudas, al saberlo, rogaron al embajador mexicano, Federico Gamboa, y al francés, de apellido D'Arlot, para que intercedieran por ellas ante el presidente para que les entregara los restos de sus esposos; Estrada Cabrera accedió a la solicitud de los diplomáticos con la condición de que solamente los familiares pudieran ir al cementerio a recoger los restos, de que los velatorios se hicieran a puerta cerrada y que los sepultaran al día siguiente de madrugada.
Las viudas llegaron al cementerio poco antes de la media noche, guarnecidas por un grupo de tropa y agentes de la policía secreta; con serenidad observaron cómo los sepultureros abrían la fosa común y procedieron a reconocer a sus esposos a quienes colocaron en una carreta tirada por bueyes para trasladarlos a sus respectivas casas en donde los velaron en secreto.

## Otros conjurados y acusados

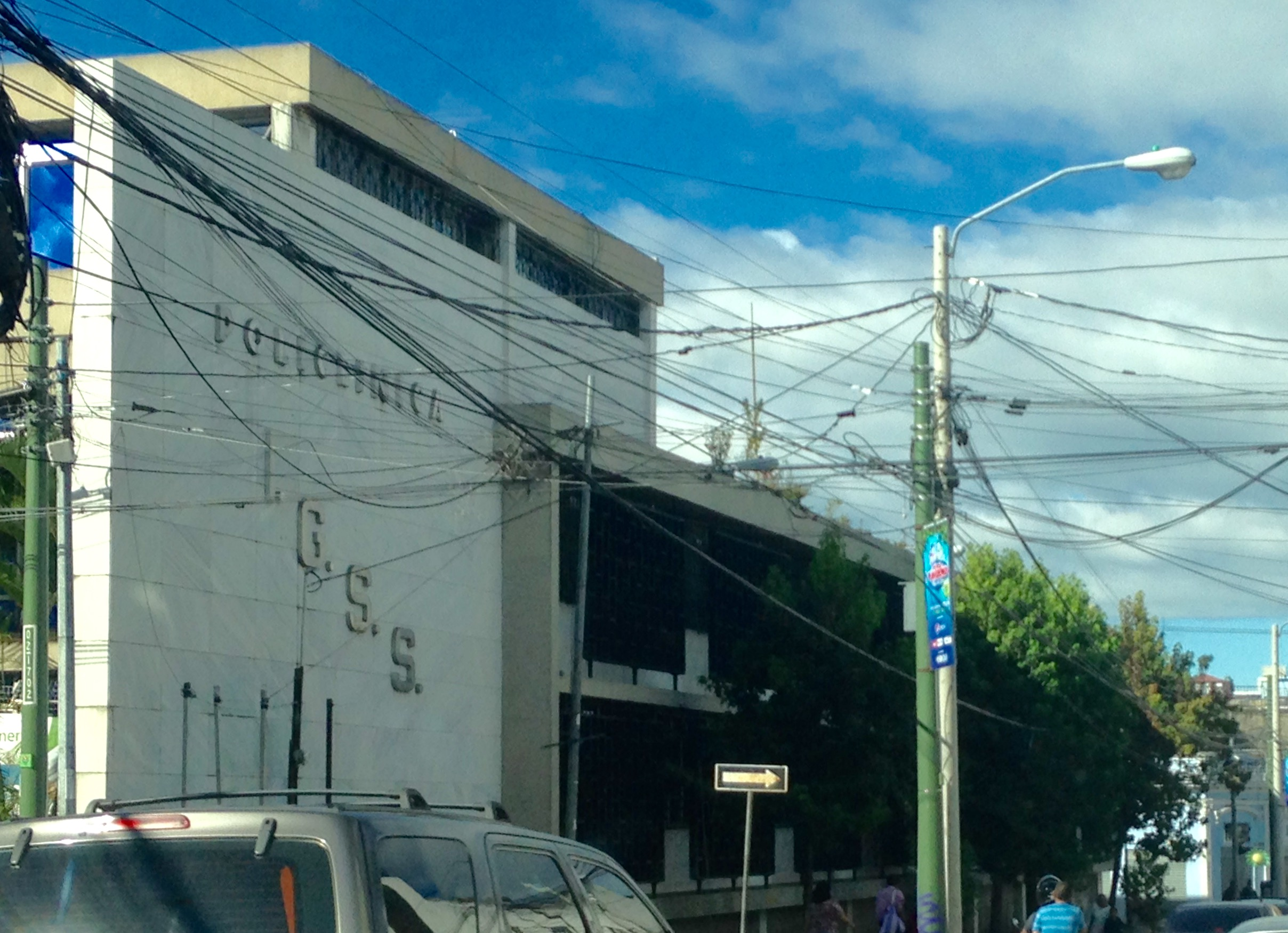
17.^{a} calle y 9.^{a} avenida del Centro Histórico de la Ciudad de Guatemala en diciembre de 2015. En ese lugar ocurrió el atentado de la bomba en 1907.

Luego de la muerte de los principales conjurados se apresó a numerosas personas, entre ellas muchos inocentes.  El coronel y doctor Mateo Morales fue apresado por haber proporcionado los papeles de sus mozos a los perseguidos y el doctor Francisco Ruiz porque cortejaba a una prima de Valdés Blanco.
La policía cateó la casa de Rafael Madriñán –situada en la 6.ª avenida poniente N.°10 del Centro Histórico de la Ciudad de Guatemala– pero la encontró ya vacía, pues Madriñán y su familia ya habían huido cuando llegaron los gendarmes.  Allí incautaron un clarín, alambre, armas y municiones, pero nada más. De hecho, Rafael Madriñán fue el único de los principales conjurados que logró escapar; primero estuvo en una casa del barrio del Santuario de Guadalupe, de donde pasó a otra disfrazado de mujer para finalmente huir a El Salvador por extravíos con la ayuda de una antigua sirviente, a quien la policía capturó y quien terminó suicidándose en la cárcel del convento de San Francisco tras un año de torturas.
También persiguieron a Emeterio Ávila Echeverría, hermano de los principales conjurados, quien el 27 de abril de 1907 había salido hacia su finca «La Esperanza», en el departamento de Santa Rosa, a pagarle a los mozos la quincena, a petición de su administrador, José Calzia.  Allí fue capturado y cuando fue indagado dijo que no estaba enterado en lo absoluto del complot en contra del presidente, y que tampoco había incitado a sus mozos a rebelarse contra el gobierno. Pero la declaración de Francisco Leiva, un supuesto criado de confianza de Ávila Echeverría, lo incriminó: Leiva aseguró que Jorge y Enrique Ávila Echeverría habían regresado a Guatemala a finales de marzo de 1907 y que a mediado de abril visitaron la finca, en donde Emeterio los dijo: «Vean muchachos, háganse usted a nosotros, vamos a hacer una campaña y si sale bien ustedes van a estar felices».  Ávila Echeverría fue condenado a muerte por un consejo de guerra presidido por Rafael Ponciano.

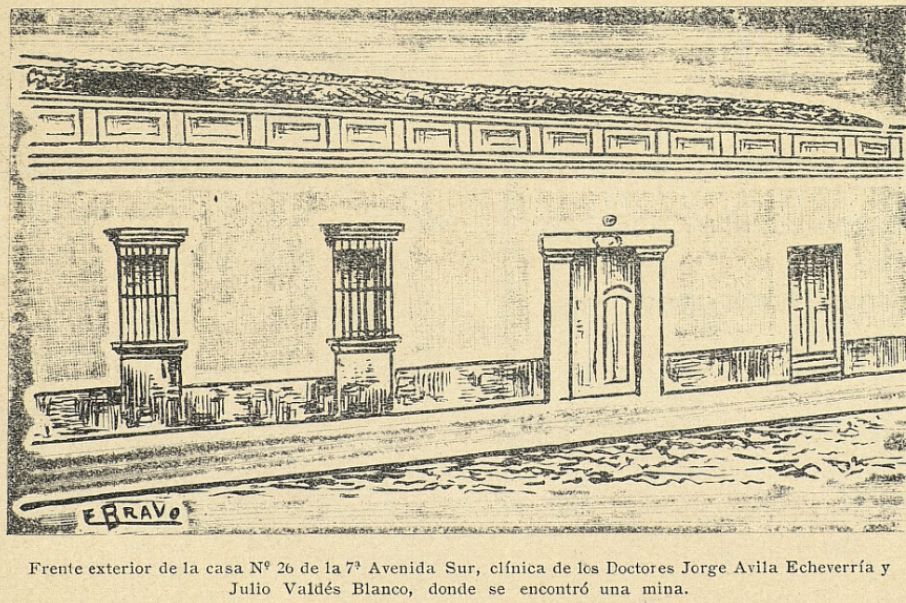
Diagrama de la clínica de los doctores Valdés Blanco y Ávila Echeverría.  Allí también se encontró una mina activada. Grabado de E. Bravo en La Locomotora.
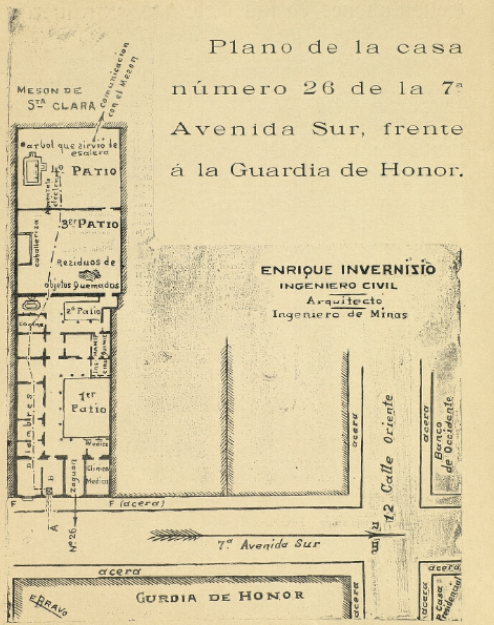
Plano de la clínica de los doctores Valdés Blanco y Ávila Echeverría.  Allí también se encontró una mina activada. Grabado de Enrique Invernisio en La Locomotora.
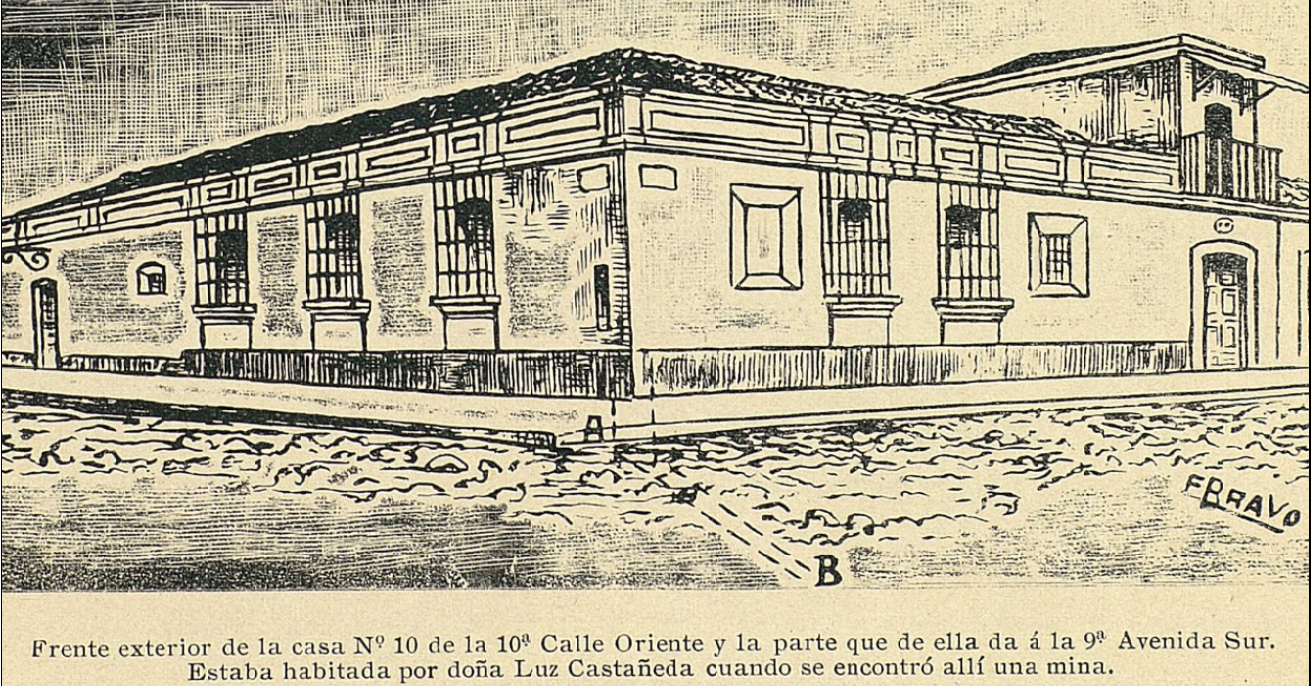
Diagrama de la casa de Luz Castañeda en la esquina opuesta de la Escuela Facultativa de Derecho y Notariado del Centro.  Allí también se encontró una mina activada. Grabado de E. Bravo en La Locomotora.
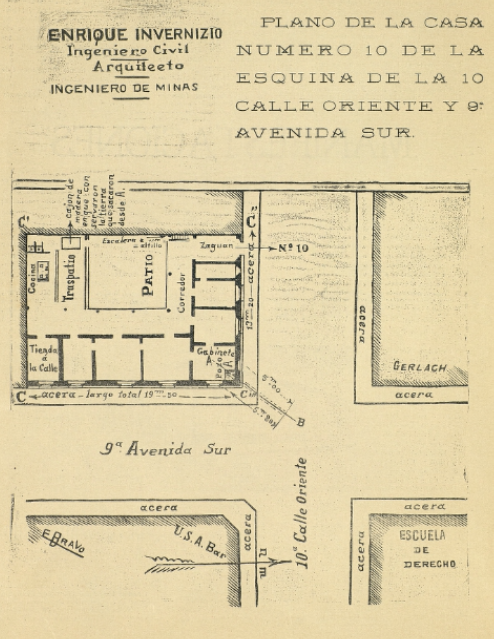
Plano de la casa de Luz Castañeda en la esquina opuesta de la Escuela Facultativa de Derecho y Notariado del Centro.  Allí también se encontró una mina activada. Grabado de Enrique Invernisio en La Locomotora.

Luis García Otela y Justiniano Narváez –miembros secundarios de la conjura– se refugiaron en la casa de la familia de José Barnoya, la cual era la misma en donde murieron los conjurados principales: N.o 33 de la once avenida y allí permanecieron ocultos por años. Por su parte, el cochero había sido sepultado con pompa y honores, e incluso la Asamblea Nacional emitió un decreto en el cual se le otorgaba una pensión vitalicia a su familia, pero, cuando se supo que él había sido cómplice del atentado, su tumba fue saqueada por desconocidos y la pensión revocada.
El 6 de mayo de 1907, el ministro mexicano Gamboa dejó Guatemala para ir a El Salvador, por orden expresa de su presidente, Porfirio Díaz, por lo cual usó como pretexto el asesinato del general Manuel Lisandro Barillas en México. Díaz tenía la intención de invadir Guatemala en represalia, pero al final se convenció de no hacerlo cuando se dio cuenta de que un general triunfador en Guatemala sería un duro contendiente en las elecciones presidenciales mexicanas; Díaz, además, temía las posibles represalias que a su vez podrían adoptar los Estados Unidos ante una invasión mexicana a su aliado centroamericano. Por su parte, los embajadores norteamericanos enfrentaban dificultades: uno fue descubierto en entrevistas periodísticas como agente privado de Estrada Cabrera y fue destituido por el Gobierno de su país, mientras que otro fue destituido y desacreditado antes de que recibiera cien mil dólares para financiar la campaña electoral de su partido en los Estados Unidos.